# Tetiaroa
Tetiaroa (in tahitiano: Tetiʻaroa) è un atollo dell'arcipelago delle Isole del Vento facente parte delle Isole della Società, si trova a 59 km a nord di Papeete, la capitale della Polinesia Francese, una collettività territoriale d'oltremare francese nell'Oceano Pacifico.

## Amministrazione
Tetiaroa è sotto l'amministrazione del comune francese di Arue. L'atollo ha un solo abitante, Simon Teihotu Brando, figlio dell'attore Marlon Brando e della sua terza moglie, l'attrice Tarita Teriipia. Tetiaroa è uno dei pochi atolli al mondo privi di pass attraverso la barriera corallina che lo circonda, e di conseguenza i colori e le luminescenze del mare interno sono particolarmente accesi.
Nel 2009 inizia la costruzione del resort di lusso fortemente voluto già da Marlon Brando, che termina solo nel 2014 (a morte dell'attore già avvenuta). È attivo anche un sito internet ufficiale attraverso il quale si può prenotare la vacanza in una villa privata.

## Storia e proprietà
Nel 1789 tre disertori dell'H.M.S. Bounty soggiornarono qui per ventitré settimane. Il loro allontanamento dalla nave fu una conseguenza di quello che divenne noto come il famoso ammutinamento del Bounty. Nel 1904 la Famiglia Reale Pomare di Tahiti donò l'isola al dentista Johnston Walter Williams.
In seguito Tetiaroa subì diversi passaggi di proprietà fino al 1965, quando Marlon Brando, dopo le riprese del film Gli ammutinati del Bounty, acquistò l'isola per la figlia. L'attore statunitense visse sull'isola fino al 1990. Non sono state poche le volte che quest'ultimo ha annunciato di voler costruire un resort sull'isola, ma i prezzi per la costruzione erano troppo alti e ha dovuto abbandonare i suoi progetti.
Brando concesse l'utilizzo per tutta la vita di 2 000 m² dell'isoletta di Onetahi, poco più a nord di Tetiaroa, al suo amico Michael Jackson in segno dell'amicizia che li legava. Nel 2005 l'isola fu venduta a Richard Bailey, un promotore immobiliare con sede a Tahiti.